# Вессель, Херберт
Херберт Вессель (нем. Herbert Wessel; род. 12 марта 1944, Кёнигсберг) — немецкий легкоатлет, специалист по многоборьям. Выступал за сборную ГДР по лёгкой атлетике в конце 1960-х — начале 1970-х годов, серебряный призёр чемпионата Европы, двукратный чемпион Восточной Германии в десятиборье, участник летних Олимпийских игр в Мехико.

## Биография
Оставшись беспризорным сиротой во время Второй мировой войны, в 1944 году был обнаружен советскими солдатами во рву недалеко от Кёнигсберга (ныне Калининград). С Красной армией переправился в Ленинград, где получил имя Херберт Вессель и дату рождения 12 марта 1944 года. Позже в 1946 году его передали возвращавшемуся на родину немецкому военнопленному Курту Весселю, который согласился усыновить мальчика.
В течение многих лет спортивные издания указывали в качестве даты рождения Херберта Весселя условные 12 марта 1944 года, при этом позднее расследование не позволило установить его настоящие имя и дату рождения. В соответствии со старой детской картотекой он родился 12 марта 1943 года, эта же дата использовалась, когда он выступал за команду Потсдамского университета.
Как спортсмен проходил подготовку в Потсдаме, представлял местный клуб «Форвертс Потсдам».
Первого серьёзного успеха в лёгкой атлетике добился в сезоне 1968 года, когда одержал победу на чемпионате ГДР в десятиборье, вошёл в состав восточногерманской национальной сборной и благодаря череде удачных выступлений удостоился права защищать честь страны на летних Олимпийских играх в Мехико. На Играх, однако, выступил неудачно — получил травму и вынужден был отказаться от дальнейшей борьбы за медали после первого соревновательного дня.
В 1969 году стал серебряным призёром чемпионата ГДР в десятиборье позади Рюдигера Деммига. Побывал на чемпионате Европы в Афинах, откуда так же привёз награду серебряного достоинства — на сей раз уступил соотечественнику Йоахиму Кирсту.
В 1970 году вновь был вторым в зачёте национального чемпионата, снова проиграв Деммигу.
В 1971 году во второй раз выиграл чемпионат ГДР, принял участие в чемпионате Европы в Хельсинки, где занял девятое место.
Помимо занятий спортом выучился на инженера, служил офицером в Национальной народной армии. С 1982 года преподавал в Институте спортивной науки при Потсдамском университете.